# Ljustjärnen (Arjeplogs socken, Lappland)
Ljustjärnen är en sjö i Arjeplogs kommun i Lappland och ingår i Skellefteälvens huvudavrinningsområde.